# Ясна Поляна (Батиревський район)
Я́сна Поля́на (рос. Ясная Поляна, чув. Апрушнай) — селище у складі Батиревського району Чувашії, Росія. Входить до складу Норваш-Шигалинського сільського поселення.
Населення — 30 осіб (2010; 48 у 2002).
Національний склад:
- чуваші — 100 %